# Bataille de Tsushima
Guerre russo-japonaise
Batailles
- Port-Arthur (1re)
- Chemulpo
- Yalou
- Nanshan
- Te-li-Ssu
- Incident du Hitachi Maru
- Col de Motien
- Tashihchiao
- Port-Arthur (2e)
- Hsimucheng
- Mer Jaune
- Ulsan
- Korsakov
- Liaoyang
- Cha-Ho
- Sandepu
- Mukden
- Tsushima
- Invasion de Sakhaline

La bataille de Tsushima a lieu les 27 et 28 mai 1905 entre la flotte de la Baltique de la Marine impériale russe commandée par l'amiral Zinovi Rojestvenski, et la Marine impériale japonaise sous les ordres de l'amiral Tōgō, dans le détroit de Tsushima qui sépare la Corée du Japon.
Il s'agit du principal affrontement naval de la guerre russo-japonaise (février 1904 – septembre 1905) et de l'un des principaux événements ayant conduit l'Empire russe à la défaite.

## Contexte
En août 1904, au cours de la guerre russo-japonaise, les troupes japonaises commencent le siège de Port-Arthur. Ayant échoué sur terre (éloignement, isolement, difficultés du ravitaillement), le gouvernement russe décide d'envoyer la flotte de la Baltique pour rompre le siège. Cette flotte aux ordres de l'amiral Rojestvensky compte notamment huit cuirassés, dont les quatre plus récents de la flotte russe, de la classe Borodino.

## Prélude

### Départ

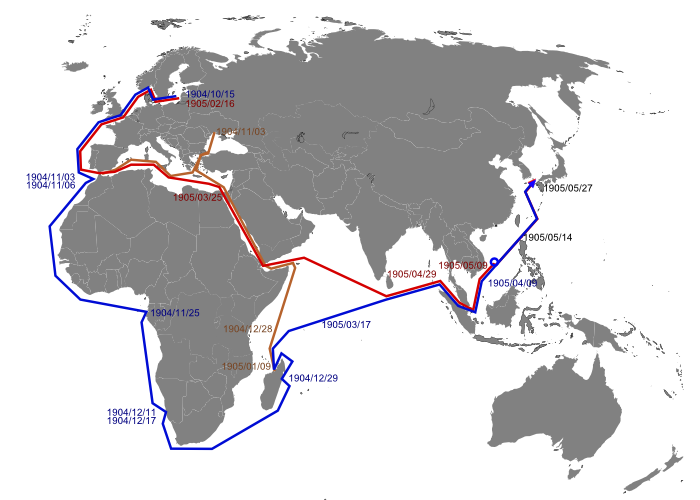
Route empruntée par le deuxième escadron russe du Pacifique (en bleu) de la Baltique à la bataille de Tsushima. Unité de Dobrotvorsky (en orange), détachement de Nebogatov (en rouge).

Le 14 octobre 1904, après de longs mois de préparatifs (il a fallu améliorer et réparer les navires amiraux, pourtant neufs et tout juste sortis des chantiers navals de Kronstadt), l’amiral Rojestvensky ordonne l'appareillage de la puissante armada de la Baltique. Devant le Tsar, la flotte de 45 navires (dont 1 servant d'hôpital) part pour un périple de plusieurs dizaines de milliers de kilomètres, prévu pour au moins huit mois, loin de tout port d'attache et de ravitaillement (la Russie n'a aucune colonie, aucune conquête le long de l'itinéraire), avec des matelots qui étaient encore il y a quelques mois de simples moujiks.
Elle part fière mais dans un climat de grande méfiance, si ce n'est de franche paranoïa, car on sait que les services de renseignements de l'ennemi ont été très actifs dans la région. D'autre part, des rumeurs insistantes font état de la présence de torpilleurs et sous-marins japonais le long des côtes danoises, et disent que les ennemis ont placé des champs de mines dans la mer du Nord. Les torpilleurs et les sous-marins sont la hantise de la marine de l'époque ; les torpilleurs, invention récente des grandes marines, peuvent facilement endommager ou couler les plus grands navires de guerre et sont relativement furtifs. 
Ce contexte incite l’amiral Rojestvensky à la plus grande vigilance. Il ordonne « qu'aucun navire de quelque sorte que ce soit ne puisse entrer dans la flotte » et demande de se préparer à ouvrir le feu sur tout navire qui ne s'identifie pas.
Quelques jours après le départ, près des côtes danoises, la flotte russe ouvre le feu sur des pêcheurs qui lui apportent des dépêches consulaires. Heureusement, les tirs sont trop imprécis et aucun n'est touché. En poursuivant sa route, la flotte pense voir des ballons d'observation et quatre croiseurs ennemis. Dans la nuit du 21 octobre, alors en pleine mer du Nord, le navire-atelier Kamchatka qui ferme la marche annonce être suivi par des bateaux qui n'arborent pas les feux réglementaires. Le capitaine confie sa crainte qu'il ne s'agisse de torpilleurs japonais. Quelques heures plus tard, l'amiral en personne croise d'autres navires dont les signaux lui semblent aussi suspects. Il ne prend alors pas de risque et ordonne d'ouvrir le feu pendant 20 minutes.
En fait de torpilleurs japonais (qui étaient une réelle possibilité, les chantiers navals britanniques ayant construit toutes sortes de navires pour leurs alliés japonais), les bateaux repérés par le Kamtchatcka sont des chalutiers danois et anglais (du port de Hull), à qui la marine russe reprochera par la suite de ne pas avoir arboré les feux réglementaires de traction de chaluts.
Dans la canonnade désordonnée qui s'ensuit, la marine russe tire sur deux de ses propres navires (faisant au moins deux morts), coule un chalutier, en endommage d'autres, et blesse et tue plusieurs pêcheurs. Le gouvernement britannique, qui voit d'un mauvais œil l'expansionnisme russe et l'alliance franco-russe, se saisit alors de l'incident (largement monté en épingle par la presse de Fleet Street) pour retarder par tous les moyens la flotte russe en faisant jouer des alliances avec l'Espagne (ravitaillement retardé d'un mois à Vigo) ou dans les colonies portugaises.

### Voyage
Quelques jours plus tard, alors que la flotte longe la péninsule Ibérique, le navire-atelier Kamchatka est distancé. Lorsqu'il rejoint l'escadre à l'escale du port de Tanger au Maroc, son capitaine explique avoir été engagé dans des combats et avoir dû tirer 300 obus contre trois bateaux ennemis. Il sera établi par la suite que les navires étaient un navire marchand suédois, un chalutier allemand, et une goélette française (qui n'auront heureusement pas été touchés par les tirs).
À Tanger, l'amiral décide de scinder sa flotte en deux. Les vieux bateaux, déjà lents par construction, le sont d'autant plus qu'ils n'ont pas été carénés pendant les longs mois de préparation des bateaux neufs. Ils passeront par le canal de Suez. Mais, Rojestvensky craignant que des torpilleurs japonais ne les attendent dans la mer Rouge, décide de ne pas risquer ses Borodino tout neufs dans ce possible piège. Il part de son côté pour contourner l'Afrique. En partant, l'ancre d'un navire arrache le câble télégraphique reliant l'Afrique à l'Europe, coupant pendant quatre jours toute communication.
Le voyage par le cap de Bonne-Espérance a été rendu possible car la Russie a obtenu de la France le droit de faire relâche dans les ports de ses colonies et de la compagnie Hamburg America Line dont des navires charbonniers attendent le passage de la flotte (l'approvisionnement en charbon est un sujet obsessionnel tellement la consommation est énorme). Mais à chaque escale on frôle l'incident diplomatique, la Grande-Bretagne et le Japon faisant pression sur les autorités locales pour qu'elles refusent l'entrée au port des navires. Pour l'occasion, on invente le ravitaillement en pleine mer, avec des câbles et des poulies. Le charbon est entassé partout où l'on peut. Bien sûr dans les cales qu'on sature, mais aussi sur les ponts, dans les coursives, et jusque dans les cabines des officiers.
Les cuirassés sont tellement surchargés de charbon que les pompes de refoulement ne peuvent plus être actionnées normalement : des navires manquent de couler dans un ouragan en doublant le cap de Bonne-Espérance. Pendant que cette flotte de soutien se hâte lentement, la garnison russe de Port-Arthur capitule en janvier 1905. L'amiral décide alors de rassembler l'escadre à Nosy Be, au nord de Madagascar (la flotte venant du canal de Suez n'a pas vu un seul cuirassé japonais dans la mer Rouge ou le golfe d'Aden). À Nosy Be, Saint-Petersbourg demande d'attendre la flotte de renfort de l'amiral Nebogatov, de vieux cuirassés que les marins baptisent les coule-tout-seul.
Mais le 16 mars, au bout de deux mois d'une attente interminable sous la chaleur des tropiques, Rojestvensky ordonne de repartir sans attendre Nebogatov. Personne ne sait où est partie la flotte russe et certains se demandent si elle ne va pas contourner l'Australie. Mais c'est tout le contraire : l'amiral a pris au plus court et le 5 avril, il est signalé dans le détroit de Malacca, alors que les Japonais l'attendaient plus au Sud, dans le détroit de la Sonde. Il rallie alors Cam Ranh en Indochine. Là, il reçoit l'ordre impératif du Tsar d'attendre Nebogatov. L'attente dure un mois. Lorsqu'ils reprennent la mer pour remonter vers Vladivostok par le détroit de Tsushima (parce qu'il n'y avait pas assez de charbon pour contourner le Japon par l'est), ils marchent deux fois moins vite que la flotte japonaise.
À ces retards et arrêts s'ajoutent la prolifération de bernacles et d'algues sur les navires russes, ce qui diminue leur vitesse. Cela laisse le temps aux Japonais de se remettre des fatigues de la campagne de Port-Arthur, de caréner leurs navires, de reprendre l'entraînement, et finalement d'être fin prêts pour la rencontre avec la flotte russe.

## Déroulement

### Récit
L’amiral Tōgō Heihachirō commande une flotte récente construite sur les plans de Louis-Émile Bertin, et de navires encore plus modernes, de conception britannique, comme le Mikasa, son vaisseau-amiral, soit en tout quatre cuirassés et huit croiseurs cuirassés escortés par de nombreux navires de tonnage inférieur : destroyers et torpilleurs. Contrairement aux navires russes, couverts d'algues et de bernacles, très éprouvés par la très longue route qu'ils ont dû accomplir dans des conditions difficiles et démoralisantes pour leurs équipages, les navires japonais sortent de carénage et opèrent à peu de distance de leurs bases, avec des équipages entraînés et aguerris par la campagne de Port-Arthur. Les plus puissants navires de cette flotte sont au mouillage de Masampo (en), sur la côte coréenne du détroit de Tsushima, lorsque le 27 mai 1905, peu avant l’aube, un croiseur auxiliaire japonais en patrouille au sud du détroit signale qu'il voit l'escadre russe et qu'elle paraît se diriger vers la passe orientale du détroit. Aussitôt Tōgō fait appareiller ses navires pour intercepter l'ennemi.
En début d’après-midi, les deux flottes entrent en contact visuel dans le détroit entre la Corée et le Japon, dans les parages de l'île Tsu-shima. Tōgō prend alors une initiative audacieuse : il ordonne à son escadre de virer par la contremarche, une manœuvre destinée à barrer la route aux navires russes, mais qui expose durant douze interminables minutes le flanc de ses bâtiments aux projectiles ennemis, d'autant plus que les canons de 305 mm russes disposent d'une portée supérieure à leurs homologues japonais. Mais les Russes ne purent (ou ne surent) profiter de cet avantage, notamment à cause de leur vitesse et de leur manœuvrabilité réduites.
Les deux lignes sont éloignées de 6 700 m lorsque l'amiral russe fait ouvrir le feu sur les navires de Tōgō. Les bâtiments japonais sont équipés de télémètres, des outils de guidage qui offrent une précision de tir très supérieure, et ils utilisent la poudre Shimosa qui enflamme les navires russes. De plus, à partir de 5 000 m, les Japonais peuvent faire intervenir leur artillerie secondaire d'origine britannique à tir rapide dont les Russes n'ont pas l'équivalent. Par ailleurs, les navires japonais peuvent atteindre la vitesse de 16 nœuds (30 km/h), contre environ 8 nœuds (15 km/h) pour les Russes. Tōgō utilise cet avantage pour « barrer le T » deux fois à l'escadre russe. Une fois l'escadre russe désorganisée et ayant perdu de la vitesse, les torpilleurs japonais entrent en lice à leur tour et se livrent à une véritable curée. Malgré le court répit de la nuit, le carnage se poursuit le lendemain. À 10 h 45, le 28 mai, la poignée de navires russes qui tiennent encore la mer se sabordent ou hissent le pavillon de la reddition. Seuls six navires réussissent à s'échapper (vers Vladivostok ou le port neutre de Manille), parmi lesquels le croiseur Aurore qui deviendra célèbre lors de la révolution d'Octobre.

### Chronologie

#### 27 mai 1905 (heure du Japon)
- 4 h 45 : le croiseur auxiliaire Shinano Maru (en) trouve la flotte russe de la Baltique et envoie un télégramme ;
- 5 h 5 : la flotte combinée japonaise quitte le mouillage coréen de Masampo et envoie un message au QG impérial : « Ciel serein, mer agitée. » (en japonais : 本日天気晴朗なれども波高し)[7],[8],[9],[10] ;
- 13 h 39 : la flotte combinée japonaise est au contact visuel de la flotte de la Baltique russe et hisse le pavillon de bataille ;
- 13 h 55 : distance : 12 000 mètres. Le cuirassé Mikasa, navire-amiral de Tōgō, hisse le pavillon signifiant la lettre Z ;

Carte de la bataille de Tsushima.

- 14 h 5 : distance de 8 000 mètres. La Flotte combinée japonaise commence une manœuvre de demi-tour ;
- 14 h 7 : distance de 7 000 mètres. Le Mikasa finit son demi-tour. La Flotte russe de la baltique commence la canonnade ;
- 14 h 10 : distance de 6 400 mètres. Tous les navires japonais ont terminé leur demi-tour ;
- 14 h 12 : distance de 5 500 mètres. Le Mikasa est atteint en premier ;
- 14 h 16 : distance de 4 600 mètres. La flotte combinée japonaise concentre les tirs de son artillerie secondaire (203 mm et 152 mm à tir rapide) sur le Knyaz Souvorov qui est le navire amiral de la Flotte russe ;
- 14 h 43 : l’Osliabia et le Knyaz Souvorov sont en feu et rompent le combat ;
- 14 h 50 : l’Empereur Alexandre III commence à se diriger vers le nord et tente de quitter la ligne de bataille ;
- 15 h 10 : l’Osliabia est coulé et le Knyaz Souvorov tente de fuir ;
- 18 h 0 : les deux flottes se rapprochent à nouveau (distance de 6 300 m) et reprennent les échanges de tirs ;
- 19 h 3 : l’Empereur Alexandre III est coulé ;
- 19 h 20 : les Knyaz Souvorov, Borodino, et Sisoï Veliki (1894) sont eux aussi coulés.

#### 28 mai 1905 (heure du Japon)
- 9 h 30 : la flotte combinée japonaise localise à nouveau la flotte russe ;
- 10 h 34 : l'amiral russe hisse le signal « XGE » qui veut dire « Je me rends » dans le code international des Signaux en usage à cette époque ;
- 10 h 53 : la partie japonaise accepte la reddition.

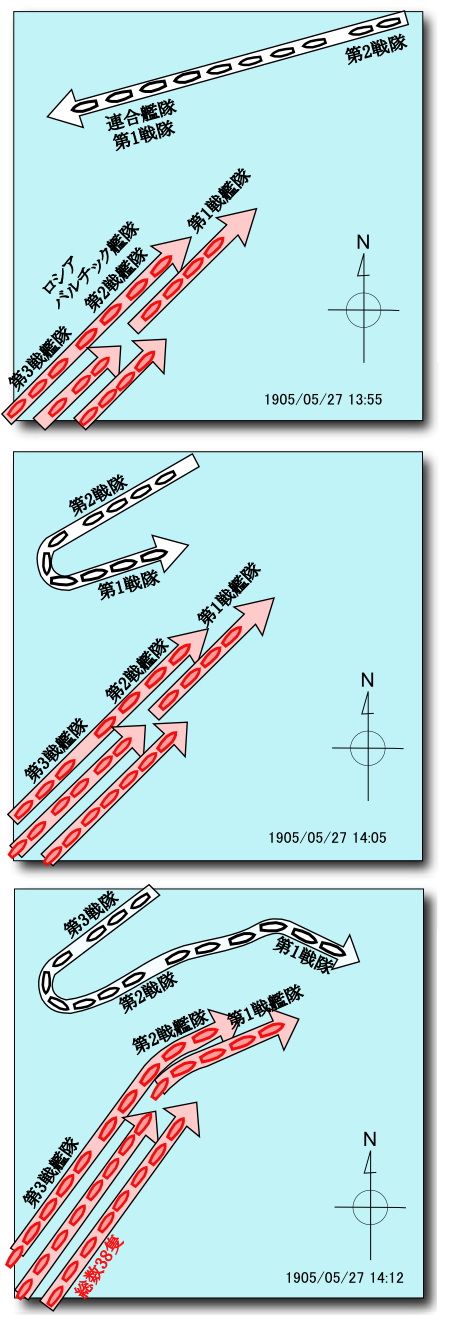
Barrer le T : les Japonais sont en blanc et les Russes en rouge.
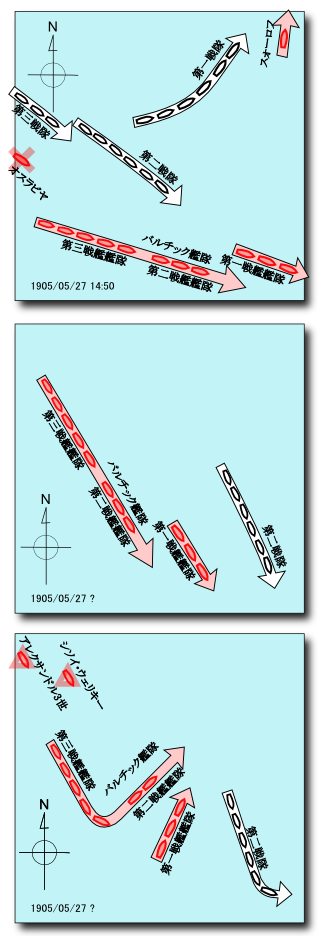
Le Knyaz Suvorov, Oslyabya, Imperator Aleksandr III et le Sissoi Veliky rompent l'engagement.
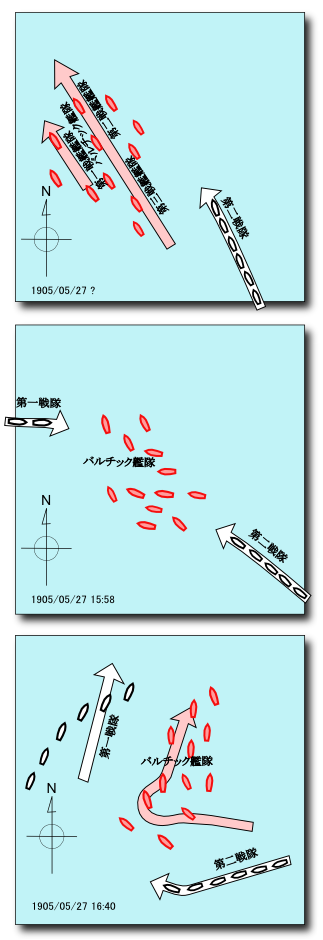
La première et seconde flotte japonaise prennent en sandwich la flotte russe.
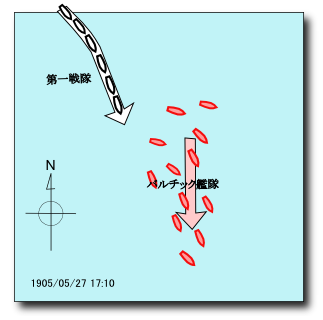
Les bâtiments russes prennent la fuite.

### Dénouement
Quatre autres navires de combat sous le commandement du contre-amiral Nebogatov furent forcés de se rendre le lendemain. Son groupe naval constitué d'un seul navire moderne, l'Orel et de l'ancien Empereur Nicolas Ier et de deux garde-côtes n'avait aucune chance contre la flotte japonaise. Jusqu'au soir du 28 mai, les navires russes isolés furent poursuivis par les Japonais. Le petit navire côtier Amiral Ouchakov refusa de se rendre et fut sabordé. Le vieux croiseur Dmitry Donskoï lutta contre six navires japonais et résista une journée avant d'être sabordé en raison des dommages irréparables subis. Le contre-amiral Enkvist put éviter d’être pris avec les trois croiseurs cuirassés russes Aurore, Jemtchoug et Oleg et s'abrita dans la base navale américaine de Manille, où ses navires furent consignés. La vedette armée rapide Almaz (classée comme croiseur de second rang) et deux destroyers furent les seuls navires russes à parvenir à Vladivostok.

## Bilan
La quasi-totalité de la flotte de la Baltique russe fut perdue dans la bataille des détroits de Tsushima. Les Japonais ne perdirent que trois torpilleurs (numéro 34, 35 et 69). Le prestige international de l'Empire russe fut sévèrement atteint.
La victoire du Japon à Tsushima est totale. Le gouvernement russe ne disposant plus de flotte dans la région, ni de réserves terrestres dignes de ce nom, décide d'entamer des négociations pour mettre fin à la guerre. Le dénouement du conflit consacre la victoire japonaise par la signature du traité de paix le 5 septembre 1905 à Portsmouth (États-Unis).
La déroute de Tsushima et la perte de Port-Arthur et de la Corée auront des conséquences à long terme pour la Russie : la confiance aveugle du petit peuple russe dans l'invincibilité du Tsar est ébranlée, la marine est démoralisée (Cf. la mutinerie du cuirassé Potemkine en mer Noire).
Les opposants au régime, comme Trotski ou Lénine, alors exilés en France ou en Suisse critiquent à très juste titre l'impéritie des dirigeants russes, l'affairisme de l'entourage du Tsar (en particulier du vice-amiral Alexeiev) qui a conduit à détourner l'argent destiné à la création de bassins de radoub et d'ateliers à Port-Arthur au profit du lucratif port de commerce de Dalny (Dalian) et l'extrême impréparation des troupes et de la flotte russe.
D'une certaine façon, la défaite de Tsushima est un des premiers clous du cercueil du régime tsariste et une des causes de la révolution de 1917.

### Analyse des causes de la défaite russe
La tactique de combat des Japonais et leur meilleure compétence contribuèrent à les mener à la victoire. Les raisons de la destruction de la flotte russe furent nombreuses. Parmi elles, on peut imputer, directement ou indirectement, plusieurs erreurs à l’amiral Rojestvenski.
Tout d'abord, il n’existait aucun plan de bataille discuté au préalable et coordonné avec les autres amiraux ; l’amiral ordonna uniquement que tout navire devait, en toute circonstance, tenter de percer pour joindre Vladivostok.
Le panachage de navires récents et plus anciens réduisit la vitesse moyenne de la flotte russe, ce qui permit aux Japonais de « barrer le T ».
Comme les croiseurs avaient été affectés à la protection des transporteurs, la puissance de feu de la flotte russe s’en trouva amoindrie.
Lors de la préparation de l’escadre russe, de lourdes erreurs furent commises concernant l’armement et l’équipage des navires, ce qui fut seulement mis en évidence au cours de la bataille. Entre autres, l’humidité contenue dans les obus avait été augmentée pour minimiser le risque d’auto-allumage lors de croisières en eaux tropicales. De ce fait, une fraction seulement des obus russes explosaient à l’impact. Les Russes utilisaient des munitions perforantes qui n’explosaient qu’une fois le blindage traversé, et, de ce fait, ne produisaient que peu de fumée visible. L’efficacité des salves russes ne pouvait être que mal voire pas du tout estimée par les officiers de tir ou les servants des canons ; les munitions utilisées produisaient à l’impact très peu de fumée. Quand bien même la flotte japonaise enregistrait de lourds dégâts, le moral des équipages russes sombrait car ils avaient l’impression que leur feu était inefficace. À l'inverse, les Japonais utilisaient des obus incendiaires qui mettaient à feu la peinture des navires russes. Cela produisait donc dans la force navale japonaise un sentiment de réussite qui compensait les éventuels dommages causés par les tirs russes. Les obus explosifs japonais (très longs, et surnommés porte-manteaux par les marins russes) utilisaient une composition explosive innovante, la poudre shimosa très efficace comme explosif brisant mais aussi génératrice de gaz toxiques qui semaient la mort et la confusion à bord des navires russes.
Détail apparemment trivial, mais en réalité crucial, la coque des navires russes était couverte d'algues et de bernacles, en raison de son interminable périple dans les mers tropicales, sans pouvoir, du fait des menées diplomatiques anglaises, bénéficier d'un carénage en règle dans une base navale bien aménagée. La vitesse des navires russes était en conséquence considérablement diminuée. À l'inverse, les navires japonais, opérant près de leurs bases, venaient d'être radoubés.
Les cuirassés de cette époque (tant japonais que russes) étaient propulsés par des machines à vapeur à pistons (machines dites à triple expansion), qui vibraient énormément et nécessitaient de fréquentes révisions, contrairement aux révolutionnaires turbines inventées par Agernon Parsons, qui allaient bientôt équiper les Dreadnoughts britanniques. Après un demi tour du monde sans possibilités de réparations sérieuses, les machines des cuirassés russes étaient passablement essoufflées, de même que leurs chaudières ;
Enfin, les cuirassés japonais étaient équipés d'une artillerie secondaire à tir rapide, alors que les cuirassés russes de la classe Kniaz Souvorov (les plus récents) ne disposaient que de canons à tir lent. La cadence de tir des Japonais était donc deux fois supérieure à celle des Russes, ce qui explique que les cuirassés russes furent mis hors de combat dès 14 h 45.
En cas d’isolement du navire de pointe, le navire suivant devait prendre la tête du groupement, ce qui conduisit plusieurs fois au fait que tout le groupement, avec les amiraux toujours vivants et leurs cadres, suivaient un unique navire. De ce fait, le navire de pointe était toujours sous un feu ennemi très soutenu. Les commandants russes auraient au moins pu se résoudre à agir de leur propre chef, sous leur propre responsabilité. Dans son ensemble, la flotte russe s’est confinée dans une trop grande passivité tandis que le déroulement de la bataille était dicté par l’amiral Tōgō.
De surcroît, L’évaluation de la précision du feu par les officiers de tir russes s’en trouvait tellement plus ardue qu’aucune correction de tir raisonnable ne pouvait être apportée. Également, les obus japonais contenaient de la poudre Shimosa, bien plus efficace que la pyroxiline utilisée par les russes.
Enfin, la compétence des équipages russes, constitués majoritairement de réservistes et de jeunes recrues, était clairement en deçà de celle des matelots japonais, comme le montre la comparaison des taux de réussite des officiers de tir.

### Enseignements militaires

#### Armement

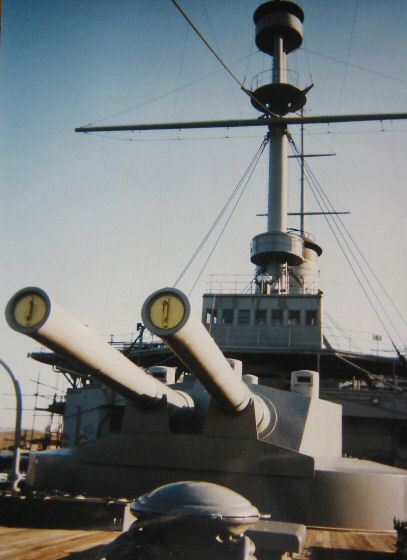
Le, navire amiral de la flotte japonaise à la bataille de Tsushima, préservé comme musée à Yokosuka.

Avant la guerre russo-japonaise, les pays construisaient leurs navires de guerre avec des batteries mixtes, principalement des canons de 150 mm (6 pouces), 203 mm (8 pouces), 254 mm (10 pouces) et 305 mm (12 pouces), avec l'objectif que ces navires combattent en ligne. La bataille démontra que les gros canons à long rayon étaient plus efficaces dans l'affrontement que les batteries de différentes tailles. Dès 1904, la marine impériale japonaise développa le Satsuma (mis à l'eau quelques jours avant la bataille, le 15 mai), bateau armé des désormais traditionnelles tourelles doubles de 305 mm, axiales (une dite de chasse et une de retraite) mais aussi de trois tourelles doubles de 254 mm de chaque côté du navire, c'est-à-dire d'une artillerie principale inconnue jusque-là par sa puissance de feu. La Grande-Bretagne, dont un observateur ramena ses notes prises lors de la bataille, décidera de la mise en chantier immédiate et dans le plus grand secret de la quille du HMS Dreadnought en octobre 1905, bateau destiné à recevoir un armement principal monocalibre de 305 mm distribué en cinq tourelles doubles. Le navire va être lancé au début de 1906 ; il déclassera d'un coup tous les navires préexistants. Son nom deviendra un nom commun et servira à différencier les navires de combat construits avant lui, les pré-dreadnoughts, de ceux construits après lui et communément appelé dreadnought.

#### Tactiques
Les différents navires de combat (ou navires de ligne) étaient organisés en flotte ; chacune commandée par un amiral. Lors de la bataille de Tsushima, le commandant suprême était l'amiral Tōgō à bord du navire amiral Mikasa. Immédiatement après venaient les cuirassés Shikishima, Fuji et Asahi. Ensuite, il y avait les croiseurs. La fameuse manœuvre de l'amiral Tōgō de faire virer les navires de sa flotte à bâbord les uns à la suite des autres fut décidée afin de maintenir l'ordre de sa ligne de bataille. Cette organisation consistait à maintenir en tête le navire amiral Mikasa (bien évidemment l'amiral Tōgō voulait que son unité de combat la plus puissante puisse entrer en jeu en premier). Virer de bord les uns à la suite des autres signifiait que chaque navire virait tout en suivant son prédécesseur. Concrètement, tous les navires devaient virer dans la même zone. C'est le risque de cette manœuvre puisque conséquemment elle offre l'occasion à la flotte adverse de viser et bombarder cette zone par laquelle doivent passer tous les navires de la ligne de bataille. L'amiral Tōgō aurait pu ordonner à ses navires de virer « ensemble » c'est-à-dire que chaque navire aurait alors viré de bord en même temps et dans la même direction. Cette manœuvre, employée par la flotte franco-espagnole à Trafalgar, aurait été plus rapide mais aurait rompu l'ordre de la ligne de bataille, semant la confusion en modifiant les plans de bataille, plaçant alors les croiseurs en tête ; toutes choses que l'amiral Tōgō voulait éviter.